# Marco Cornini

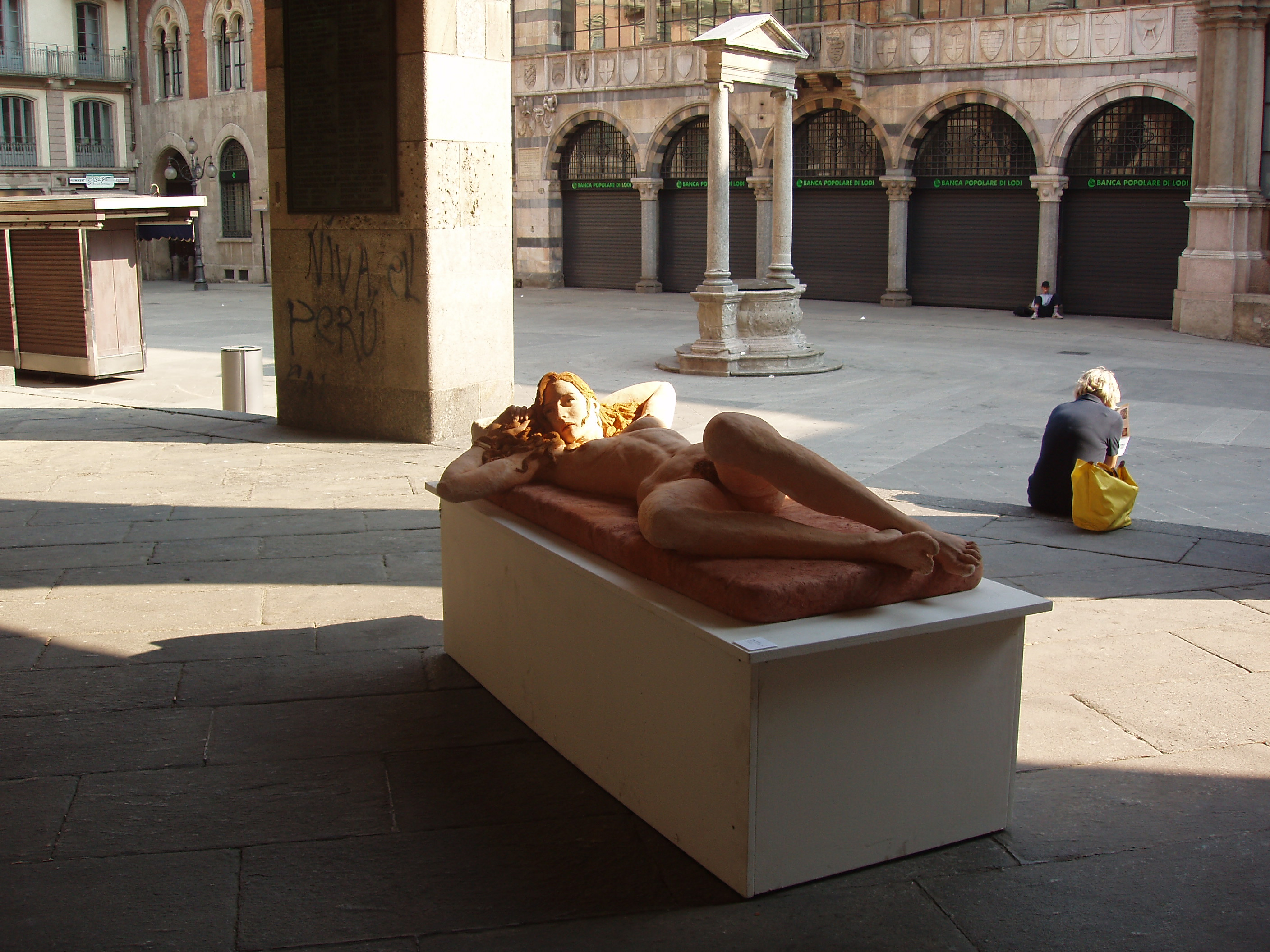
Un'opera di Cornini in Piazza Mercanti, Milano

Marco Cornini (Milano, 17 maggio 1966) è uno scultore italiano.

## Biografia
Marco Cornini ha studiato al liceo artistico e all'Accademia di Belle Arti di Brera di Milano conseguendo il diploma in scultura nel 1988.
Nello stesso anno si tenne, a Varese, la sua prima mostra personale e da allora ha esposto in numerose personali e in prestigiose rassegne, configurandosi come uno tra i più interessanti scultori figurativi contemporanei. L'artista lavora la terracotta, che successivamente dipinge, traendone quasi esclusivamente figure femminili, in pose provocanti o dolci, senza avvalersi di modelle o riferimenti fotografici ed affidandosi esclusivamente alla propria fantasia.
Cornini vive e lavora tra Milano, Pietrasanta e Bussero.

## Esposizioni
1989
- Galleria Ada Zunino, Milano, personale, (a cura di Mario De Micheli)
- Terrazza Cortina, Cortina D'Ampezzo, personale, (presentato da Milena Milani)
- Gioco delle Arti al Palazzo dell'Arte, Triennale di Milano, Milano
- Nove scultori nuove sculture, Galleria Ada Zunino, Milano

1990
- Sale Espositive Comunali di Mestre, personale, a cura di Mario De Micheli

1991
- Arte Giovane in Lombardia, ricerca e presenze nell'arte, Santa Maria della Pietà, Cremona
- Arte Sacra in San Simpliciano, Basilica di San Simpliciano, Milano

1992
- Galleria Il Triangolo, Cremona, personale, a cura di Rossana Bossaglia
- Scultura contemporanea lombarda, Palazzo Municipale, Ospitaletto

1993
- Vincitore del Premio San Carlo Borromeo per la scultura, Palazzo della Permanente, Milano
- Galleria Ada Zunino, Milano, personale, a cura di Mario De Micheli

1994
- Reale e immaginario, chiesa di Santa Maria della Pietà a Cremona
- Linee della ricerca plastica nella ceramica contemporanea, Fortezza del Priamar, Savona

1995
- Museo delle Arti, Castello di Nocciano, in seguito alla pubblicazione di una sua opera sulla copertina del volume di Mario De Micheli Difesa dell'immagine
- Venature, Meus Kunst Quartier AEG a Berlino
- Arte come luce, Basilica di Sant'Ambrogio, Milano
- ex Chiesa di San Rocco, Carnago, vincitore della IX edizione del Premio Cesare Pavese dedicato alla scultura
- Spazio Ergy, Milano, personale

1996
- Metropoli, quaranta artisti delle aree metropolitane, Milano, Berlino e varie sedi della provincia di Milano
- Segni-Sogni, villa del Castello di Trezzo sull'Adda

1997
- Fabriano, Chiostro Minore del Complesso Monumentale di San Domenico (Museo della Carta e della Filigrana), personale, a cura di Mario De Micheli
- Serrone di Villa Reale, Monza, personale, a cura di Mario De Micheli
- XXXVII Premio Suzzara, Suzzara

1998
- Galleria Marieschi, Monza, presentazione a cura di Franco Fanelli
- Il nuovo ritratto in Italia, Spazio Consolo di Milano, a cura di Alessandro Riva
- Venature 10, La Posteria, Milano

1999
- Premio Casoli, Serra San Quirico

2000
- Sui Generis, Padiglione d'Arte Contemporanea di Milano, a cura di Alessandro Riva
- A corpo libero, Antico Palazzo della Pretura di Castell'Arquato, (Piacenza), a cura di Giorgio Seveso
- Figurazione a Milano, La Posteria, Milano, a cura di Fabrizia Buzo Negri

2001
- La linea dolce della nuova figurazione, galleria Annovi, Sassuolo
- Premio Cairo Communication 2001, Milano
- (Ultra)Corpi, chiostro e chiesa di Sant'Agostino di Pietrasanta, a cura di Maurizio Sciaccaluga

2002
- galleria Della Pina Arte Contemporanea, Massa, personale, a cura di Maurizio Sciaccaluga
- Nuova scultura italiana, Galleria Il Polittico, Roma, a cura di Alessandro Riva
- Sculturama, Galleria Annovi di Sassuolo, a cura di Maurizio Sciaccaluga
- Europe art languages, Villach, Austria
- Nature morte, Galleria del Tasso, Bergamo

2003
- Galleria nuova Artesegno, Udine, personale, a cura di Enzo Santese
- Sale delle Grasce, Pietrasanta, personale, a cura di Alessandro Riva
- Mito Contemporaneo, Basilica Palladiana, Vicenza, a cura di Beatrice Buscaroli e Maurizio Sciaccaluga
- Italian Factory la nuova scena artistica italiana, Istituto di Santa Maria della Pietà, a cura di Alessandro Riva
- Extra 50, Biennale di Venezia; Parlamento europeo di Strasburgo (mostra ufficiale del Ministero per il semestre della Presidenza Italiana dell'Unione europea); Promotrice delle Arti, Torino
- Non è vero che tutto fa brodo, Galleria Spazia, Bologna, a cura di Maurizio Sciaccaluga
- Tetralogia della natura, Galleria Marieschi, Milano, a cura di Flavio Arensi

2004
- Comune di Tolmezzo, (Udine), personale, a cura di Enzo Santes
- Terre formate, Galleria Sergio e Tao Mandelli, Seregno
- Otium, prego si accomodi, Forlì
- Il corpo e lo sguardo, Galleria Arsmedia, Bergamo

2005
- Galleria Della Pina arte contemporanea, Pietrasanta; (Lucca), personali, a cura di Emma Gravagnuolo
- Polittico, Roma, a cura di Marco Di Capua
- Miracolo a Milano, Palazzo della Ragione, Milano, a cura di Alessandro Riva
- Seven... everything goes to hell, Palazzo Pretorio, Certaldo, a cura di Maurizio Sciaccaluga
- XXXII Premio Sulmona, Polo Museale Civico-Diocesano, Sulmona, a cura di Vittorio Sgarbi

2006
- Casello Ovest di Porta Venezia, Milano, personale, a cura di Spazio Ergy
- Chiesa di San Michele a Serra de' Conti, (Ancona), personale
- Carnera, Palazzo della Ragione, Milano
- Scultura da viaggio, Galleria del Tasso, Bergamo, a Cura di Maurizio Sciaccaluga
- Quindici anni, Scuderie Aldobrandini, Frascati, a cura di Massimo Caggiano e Arnaldo Romani Brizzi
- Omaggio a Primo Carnera, Villa Carnera di Sequals, provincia di Pordenone, a cura di Enzo Santese
- Vespa arte italiana, chiesa e chiostro di Sant'Agostino, Pietrasanta, a cura di Valerio Dehò
- Material Girls (and Boys), Galleria Della Pina di Pietrasanta, a cura di Luca Beatrice

2007
- Villa La Versiliana, Pietrasanta, personale, a cura di Beatrice Buscaroli e Maurizio Sciaccaluga
- Amore e Psiche, arte e seduzione, Villa Ponti, Arona
- Nuovi Realismi, LVIII Premio Michetti, Palazzo San Domenico e Museo Michetti, Francavilla al Mare, a cura di Maurizio Sciaccaluga
- La Nuova Figurazione Italiana. – To be continued..., Fabbrica Borroni, Bollate, a cura di Chiara Canali
- Nuovi pittori della realtà, Padiglione d'Arte Contemporanea di Milano, a cura di Vittorio Sgarbi

2008
- VAI! Vespa Arte Italiana, Museo Piaggio Giovanni Alberto Agnelli, Pontedera, a cura di Valerio Dehò
- Estetica. Forma & Segno. Da Renoir a De Chirico, Villa Ponti, Arona, a cura di Carlo Occhipinti

2009
- Palazzo mediceo di Seravezza, personale, a cura di Luca Beatrice
- Open, XII Esposizione Internazionale di Sculture ed Installazioni, Lido di Venezia
- Furia Animæ, Galleria L.i.b.r.a., Catania, a cura di Alberto Agazzani

2010
- Sguardi Oltre, Salsomaggiore Terme
- Centro Arte Contemporanea, Cavalese, (TN)
- Orbite mutanti, Polveriera Napoleonica, Palmanova, a cura di Enzo Santese

2011
- Padiglione Italia, 54°Biennale di Venezia[2]
- Palazzo Te, Mantova, a cura di Vittorio Sgarbi
- Progetto Scultura 2011, Castel Sismondo, Rimini, a cura di Beatrice Buscaroli
- The First Italian Show, First Gallery, Roma, a cura di Luca Beatrice

2012
- Vincitore del Premio Fabbri quarta edizione "Un Secolo e 7", a cura di Alberto Agazzani, Pinacoteca Nazionale di Bologna e Accademia di belle arti di Bologna; Museo nazionale Alinari della fotografia, Firenze
- Il Passato rieditato 1785-2012 – The Zucchi Collection of Antique Handblocks, Galleria Bianca Maria Rizzi & Matthias Ritter, Milano

2013
- Trompe l'œil. L'inganno dell'occhio, Gallerie dei Gerosolimitani, Perugia

2015
- Fondazione Sandretto Re Rebaudengo, Torino, opera inclusa nella collezione Imago Mundi - Praestigium Contemporary Artist from Italy, Luciano Benetton Collection
- Galleria Francesco Zanuso, Milano, personale

2016
- Amore sacro e amore profano, personale, Palazzo Ducale, Massa, (a cura di Daniele Lucchesi)[3]

2017
- Zensual, bipersonale Marco Cornini e Paolo Campa, Galleria Intart, Lugano, Svizzera

2018
- The Strenght of desire/ La forza del desiderio, personale, Rocca Sforzesca, provincia di Cremona
- (30 anni di grande scultura), personale, Filanda di Soncino, provincia di Cremona, a cura di Angelo Crespi

2019
- La stanza segreta. Capolavori della figurazione contemporanea dalla Collezione Massimo Caggiano,

Polo Museale città di Gualdo Tadino, Gualdo Tadino, a cura di Vittorio Sgarbi e Cesare Biasini Selvaggi.

## Articoli e cataloghi
- La Biennale di Venezia, Volume 50, Francesco Bonami, Maria Luisa Frisa, Marsilio, 2003[5]
- Sette, settimanale del Corriere della sera, Edizioni 49-51, Corriere Della Sera, 2003[6]
- La nuova figurazione italiana: to be continued--, Chiara Canali, Silvana, 2007[7]
- Eccellenti pittori. Gli artisti italiani di oggi da conoscere, ammirare, collezionare, Camillo Langone, Marsilio, 2013[8]
- 10 cose da sapere sull'arte contemporanea, Alessandra Redaelli, Newton Compton, 2018[9]

Hanno scritto delle sue opere: 
Alberto Agazzani, Rossana Bossaglia, Beatrice Buscaroli, Luca Beatrice, Anna Caterina Bellati, Angelo Crespi, Mario De Micheli, Valerio Dehò, Marco Di Capua, Silvia Fabbri, Franco Fanelli, Emma Gravagnuolo, Sebastiano Grasso, Matteo Galbiati, Camillo Langone, Edward Lucie-Smith, Milena Milani, Alessandro Riva, Enzo Santese, Maurizio Sciaccaluga, Giorgio Seveso, Dante Tiglio.